# Отвъд... узурпаторката
Отвъд... узурпаторката (на испански: Más allá de... La usurpadora) е мексиканска теленовела от 1998 г., създадена от Инес Родена и Карлос Ромеро, продуцирана от Салвадор Мехия, и режисирана от Беатрис Шеридан за Телевиса. Продължение е на мексиканската теленовела Узурпаторката.
В главните положителни роли са Габриела Спаник и Фернандо Колунга, а в отрицателната - Ядира Карийо. Специално участие взема първата актриса Либертад Ламарке.

## Сюжет
Паулина и Карлос Даниел са щастливи с новата си дъщеричка Паулита. Проблемите започват, когато Паулина се разболява, а лекарят ѝ съобщава, че има рак, и че ще умре в рамките на няколко месеца. Паулина решава да не споделя тази новина със семейството си, но иска Ракел, гувернантката на децата, да се омъжи за Карлос Даниел след нейната смърт. Ракел, която е била тайно влюбена в Карлос Даниел, приема с удоволствие молбата на Паулина. Когато Паулина споделя тайната си на баба Пиедад, тя настоява, че семейството трябва да научи за болестта. В пристъп на паника, Паулина вижда в огледалото образа на Паула, която ѝ казва, че я чака в ада, затова, че е откраднала семейството ѝ. Когато Карлос Даниел научава за състоянието на жена си, той започва да я утешава, и решава, че ще използват по най-добрия начин оставащото им време заедно. Ракел не може да чака, за да вземе мястото на Паулина, и слага отрова във виното ѝ, по време на тържеството за първата годишнина от сватбата на Паулина и Карлос Даниел. Ракел се уверява, че Паулина е изпила отровата. След известно време Паулина припада, но не след дълго и Ракел припада. Двете жени са откарани в болница, където се разбира, че Паулина не е болна, а е бременна. Ракел признава за стореното и иска прошка. Обратно в дома на Брачо, Паулина и Карлос Даниел съобщават добрата новина. Всички се радват и си правят снимка на която пише „И те заживели щастливо до края на живота си“.

## Актьори
- Габриела Спаник – Паулина Брачо
- Фернандо Колунга – Карлос Даниел Брачо
- Либертад Ламарке – Баба Пиедад вдовица де Брачо
- Шантал Андере – Естефания Брачо де Монтеро
- Магда Гусман – Фиделина
- Антонио – Освалдо Ресендис
- Марсело Букет – Родриго Брачо
- Пати Диас – Лалита Перес
- Адриана Фонсека – Вероника Сориано
- Джесика Хурадо – Патрисия Брачо
- Мария Соларес – Лисет Брачо
- Серхио Мигел – Карлитос Брачо
- Тито Гисар – Дон Панчито
- Хавиер Еранс – Д-р Варела
- Ядира Карийо – Ракел